# Agrypon tosense
Agrypon tosense är en stekelart som först beskrevs av Tohru Uchida 1958.  Agrypon tosense ingår i släktet Agrypon och familjen brokparasitsteklar. Inga underarter finns listade i Catalogue of Life.